# Observatoire des langues
L’Observatoire des langues est une institution de la République démocratique du Congo, régie par le ministère de la Culture et des Arts. Ce projet culturel et scientifique est créé le 6 avril 1995 par le décret n° 0009. Le 24 novembre 2001, un arrêté ministériel (22/CAB/MCA/027/2001)  met en application le règlement intérieur de l’Observatoire des langues. Cette institution est responsable de traduction de différents documents en langues nationales congolaises.